# Andrena amicula
Andrena amicula är en biart som beskrevs av Warncke 1967. Andrena amicula ingår i släktet sandbin, och familjen grävbin. Inga underarter finns listade i Catalogue of Life.